# Mora (Militär)
Mora (Mehrzahl: Morai, dt.: Moren) ist die Bezeichnung für die größte taktische Einheit im Bürgerheer des antiken griechischen Staates Sparta. Sie ist für das Ende des 5. und das erste Drittel des 4. Jahrhunderts v. Chr. bezeugt.
Eine Mora gliederte sich laut Xenophons zeitgenössischem Bericht in vier Lochen zu je zwei Pentekostien zu je zwei Enomotien, die jeweils einer Altersklassensuite der waffenpflichtigen Bürger entsprachen, also idealtypisch (und anscheinend nie erreicht) 40 Mann. So errechnet sich eine Mannschaftsstärke der Mora von 640 Mann. Antike Quellen geben auch 500, 600 oder 900 Mann an. Moderne Autoren berechnen z. T. auch 1024 bzw. 1280 Mann Sollstärke (Lazenby, 1985). 
Die großen Unterschiede zwischen den Größenberechnungen und -schätzungen lassen sich teilweise damit erklären, dass die Morai zumeist weder voll ausgehoben, noch der ausgehobene Teil voll aufgefüllt wurde. Daneben scheint auch die Größe einer Enomotie eher als mit 36 Mann Vollbesetzung angenommen worden zu sein, was zur Sollstärke von 576 Mann führt.
Vor der Einführung der Morai waren die Lochoi die größten taktischen Einheiten im spartanischen Heer. Ob die Berechnung von Thukydides zum spartanischen Heer bei der ersten Schlacht von Mantineia 418 bereits die Morai-Ordnung widerspiegelt, ist nicht ganz klar. Er schreibt von Lochoi als größter taktischer Einheit und kommt auf eine reale Stärke von 512 Mann pro Lochos. Möglich ist, dass Thukydides hier schlicht nicht die spartanische Bezeichnung benutzt, weil sie ihm als Athener nicht geläufig war und er sich so auf die übliche Bezeichnung der größten taktischen Einheit zurückzog.
Im Einsatz galten die größten taktischen Einheiten ohne Rücksicht auf die reale Stärke als Morai. Üblicherweise zogen nicht alle Jahrgänge ins Feld. Aus den aufgebotenen Jahrgängen fehlten Amtsträger, Kranke, Gesandte usw. Die Reihen wurden zumindest teilweise mit Minderberechtigten und Perioiken aufgefüllt, üblicherweise jedoch nicht bis zur vollen Sollstärke. Kommandeur einer Mora war üblicherweise ein Offizier im Rang des Polemarchen.
Das lakedaimonische Bürgerheer beinhaltete als reguläre schwerbewaffnete Einheiten sechs Morai. Dazu kamen ab ca. 422 weitere Einheiten schwerbewaffneter Staatsangehöriger: der Brasidasleute, Neodamodeis und schwerbewaffneten Heloten. Die Einheiten der Söldner, Bundesgenossen und Leichtbewaffneten wurden nicht als Mora bezeichnet. Jeder Mora des Bürgerheeres war eine Reiterabteilung zugeordnet, die ebenfalls als Mora bezeichnet wurde und aus 50, 60, 100 oder 120 Reitern bestand. Die Reitermorai bildeten keine eigenständigen taktischen Körper, sondern waren ihrer jeweiligen Hoplitenmora zugeordnet.
Nach der vernichtenden Niederlage des spartanischen Bürgerheeres gegen die Thebaner in der Schlacht von Leuktra von 371 scheinen die Lochoi die größte taktische Einheit gebildet zu haben und die Mora als übergeordnete Einheit verschwindet aus den Quellen.